# توبراك ساغلام
توبراك شاغلام (بالتركية: Toprak Sağlam)‏ وهي ممثلة تركية ولدت في يوم 9 تشرين الأول 1985 في مدينة إسطنبول في تركيا مثلت في مسلسل جرح الفراق.

## روابط خارجية
- توبراك ساغلام على موقع IMDb (الإنجليزية)
- توبراك ساغلام على موقع ألو سيني (الفرنسية)
- توبراك ساغلام على موقع قاعدة بيانات الفيلم (الإنجليزية)